# Davit Mujiri
Davit Mujiri (Tiflis, Georgia, 2 de enero de 1978), futbolista georgiano. Juega de volante y su actual equipo es el Dinamo Tbilisi de la Primera División de Georgia.

## Selección nacional
Ha sido internacional con la Selección de fútbol de Georgia, ha jugado 26 partidos internacionales y ha anotado 1 gol.

## Clubes
| Club                | País     | Año       |
| ------------------- | -------- | --------- |
| Dinamo Tbilisi      | Georgia  | 1994-1998 |
| FC Sheriff Tiraspol | Moldavia | 1999-2001 |
| Sturm Graz          | Austria  | 2001-2005 |
| Krylia Sovetov      | Rusia    | 2005-2008 |
| Lokomotiv Moscú     | Rusia    | 2008-2009 |
| Dinamo Tbilisi      | Georgia  | 2010-     |